# Atarba megaphallus
Atarba megaphallus är en tvåvingeart som beskrevs av Alexander 1921. Atarba megaphallus ingår i släktet Atarba och familjen småharkrankar. Inga underarter finns listade i Catalogue of Life.